# کریگ شومیکر
کریگ شومیکر (انگلیسی: Craig Shoemaker؛ زادهٔ ۱۵ نوامبر ۱۹۶۴) هنرپیشه، صدا پیشه و کمدین اهل ایالات متحده آمریکا است.